# Kaze ni Kienaide
"Kaze ni Kienaide" (風にきえないで, Não Desapareça no Vento) é o quinto single da banda japonesa de rock L'Arc~en~Ciel, lançado em 8 de julho de 1996. Atingiu a 4ª posição no Oricon Singles Chart. O single foi relançado em 30 de agosto de 2006.

## Faixas
Todas as letras escritas por Hyde. 
| N.º            | Título                                                  | Música         | Duração |  |
| 1.             | "Kaze ni Kienaide" (風にきえないで)                     | Tetsu          | 4:38    |  |
| 2.             | "I'm So Happy"                                          | Hyde           | 4:42    |  |
| 3.             | "Kaze ni Kienaide (Voiceless Version)" (風にきえないで) | Tetsu          | 4:38    |  |
| Duração total: | Duração total:                                          | Duração total: | 13:59   |  |

## Desempenho
| Parada (1996) | Melhor posição |
| ------------- | -------------- |
| Oricon        | 4              |

## Ficha técnica
- Hyde – vocais
- Ken – guitarra
- Tetsu – baixo
- Sakura – bateria